# Thayer (Missouri)
Pour les articles homonymes, voir Thayer.
Thayer est une ville du comté d'Oregon, dans le Missouri, aux États-Unis,. Fondée en 1882, elle est située au sud du comté et incorporée en 1890.

## Démographie
Lors du recensement de 2010, la ville comptait une population de 2 243 habitants. Elle est estimée, en 2016, à 2 211 habitants.

### Source de la traduction
- (en) Cet article est partiellement ou en totalité issu de l’article de Wikipédia en anglais intitulé « Thayer, Missouri » (voir la liste des auteurs).